# Montesquieu-Volvestre
Montesquieu-Volvestre – miejscowość i gmina we Francji, w regionie Oksytania, w departamencie Górna Garonna.
Według danych na rok 1990 gminę zamieszkiwało 2117 osób, a gęstość zaludnienia wynosiła 35 osób/km² (wśród 3020 gmin regionu Midi-Pireneje Montesquieu-Volvestre plasuje się na 168. miejscu pod względem liczby ludności, natomiast pod względem powierzchni na miejscu 63.).